# خسوس گومز (ورزشکار)
خسوس گومز (انگلیسی: Jesús Gómez; ۱۴ مهٔ ۱۹۴۱ – ۲۵ نوامبر ۲۰۱۷) از برندگان مدال‌های المپیک تابستانی  اهل مکزیک بود.